# Orgel van de Sint-Josephkerk in Leiden

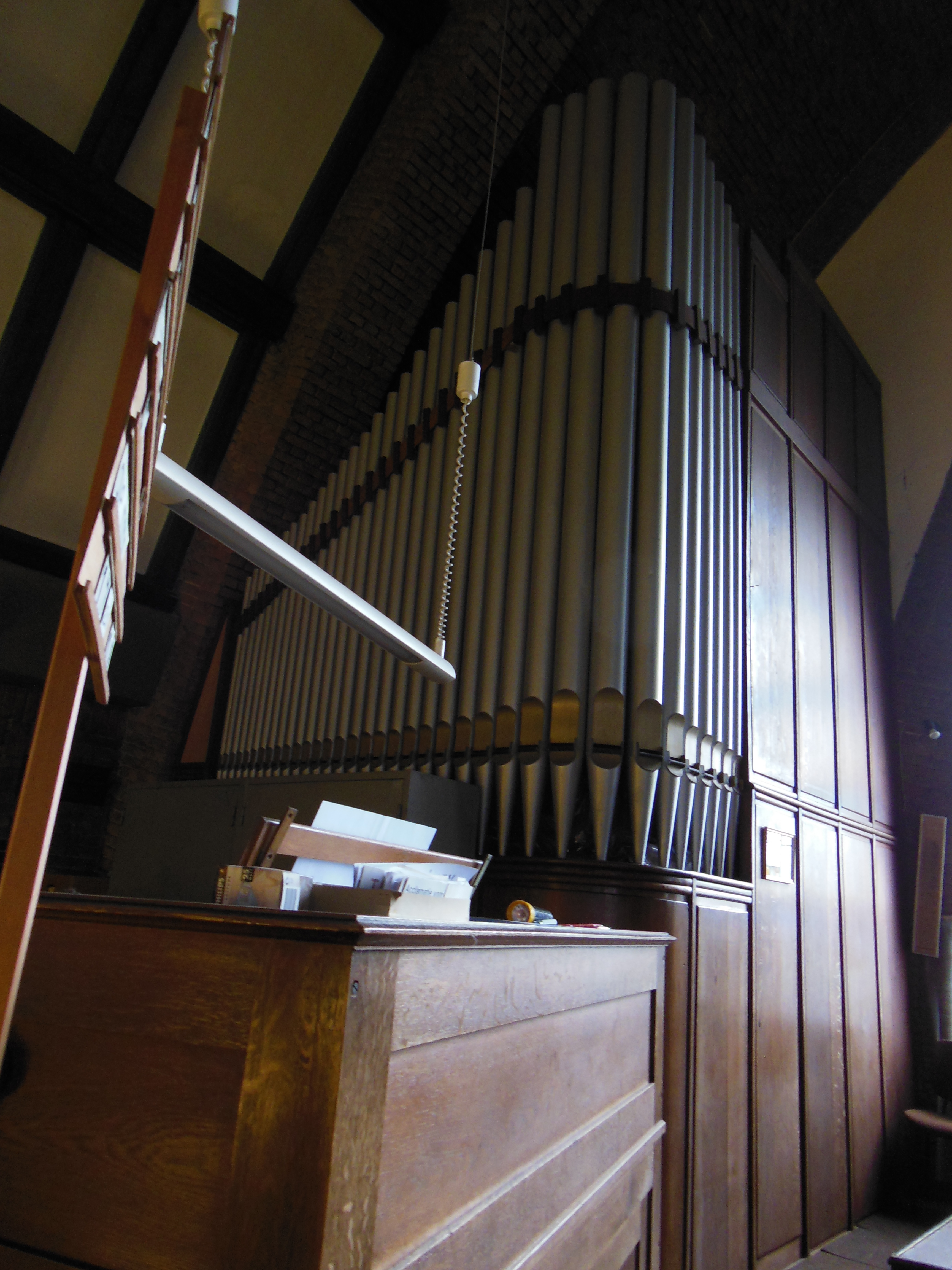
Rechterzijde en speeltafel van het orgel

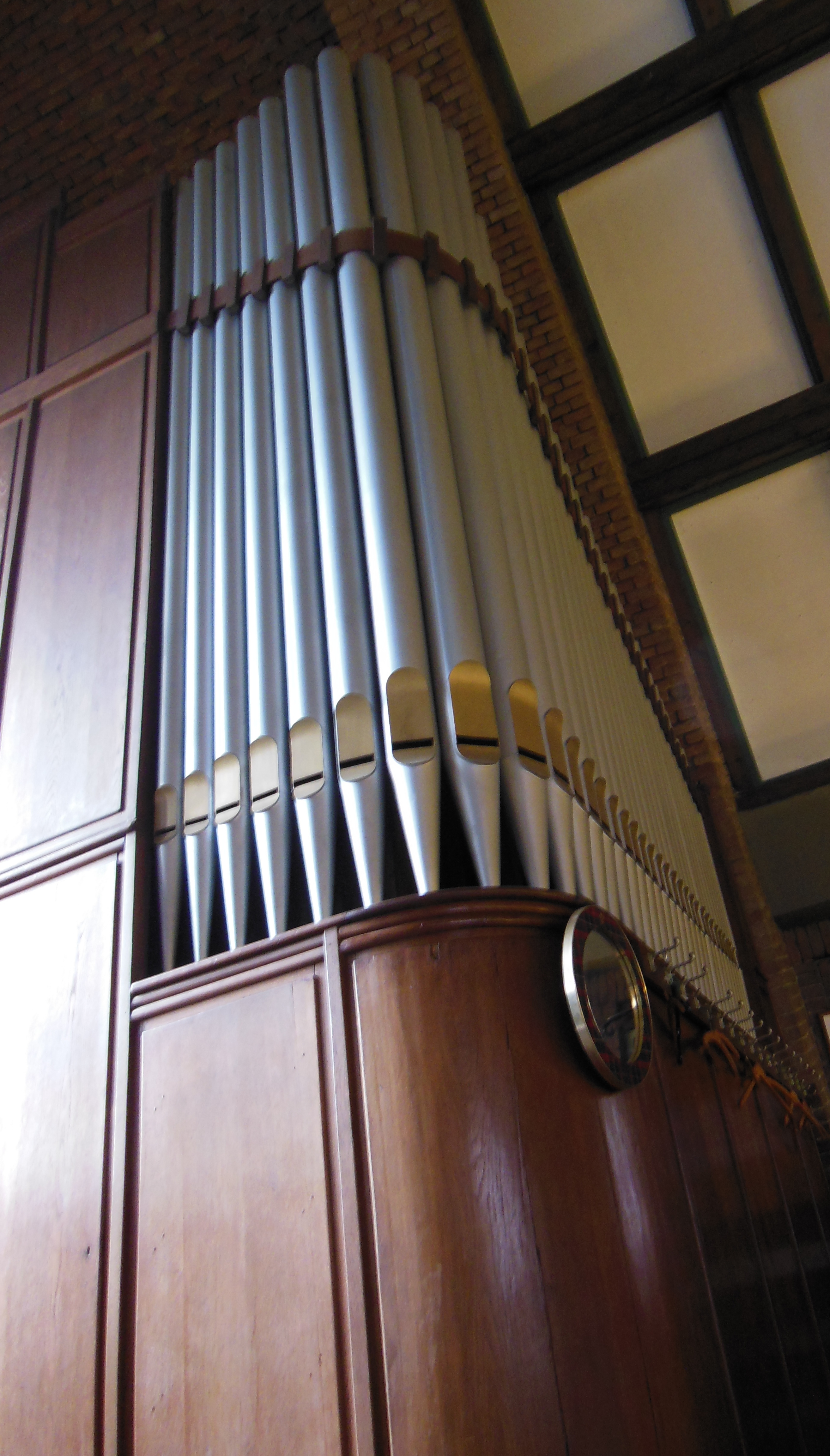
Linkerzijde orgel

Het orgel van de Onze-Lieve-Vrouw-Hemelvaart en Sint Josephkerk in de Nederlandse stad Leiden werd in 1928-1929 gebouwd door Valckx & Van Kouteren. Het is een van de oudste bestaande werken van deze Rotterdamse orgelbouwers. Na de overname van dit bedrijf door Pels & Van Leeuwen te Alkmaar, kwam het orgel aldaar in onderhoud. Het orgel is in 1977 gerestaureerd.
Het orgel bestaat uit twee delen, die links en rechts in een grote spitsboogvormige loggia zijn geplaatst met in de buitengevel een groot venster met glas in lood-invulling tussen de twee fronten van het orgel.

## Dispositie
| Hoofdwerk C–g3   |       |
| Prestant         | 16′ * |
| Bourdon          | 16′   |
| Prestant         | 8′    |
| Flûte Harmonique | 8′    |
| Bourdon          | 8′    |
| Salicionaal      | 8′    |
| Octaaf           | 4′    |
| Open fluit       | 4′    |
| Octaaf           | 2′    |
| Mixtuur IV       |       |
| Trompet          | 8′    |

| Zwelwerk C–g3  |        |
| Zacht Gedekt   | 16′    |
| Vioolprestant  | 8′     |
| Holpijp        | 8′     |
| Viola di Gamba | 8′     |
| Vox Celestis   | 8′     |
| Zachte Fluit   | 4′     |
| Violine        | 4′     |
| Quintfluit     | 2′ 2⁄3 |
| Terts          | 1′ 3⁄5 |
| Basson-Hobo    | 8′     |
| Tremulant      |        |

| Pedaal C–f1 |            |
| Contrabas   | 16′ *      |
| Subbas      | 16′        |
| Zachtbas    | 16′ transm |
| Quintbas    | 10′ 2⁄3    |
| Fluitbas    | 8′         |
| Bazuin      | 16′ *      |

* = gereserveerd